# كارديناس ألبان
كارديناس جيه. ألبان (مواليد 1975) رقيب أول سابق في جيش الولايات المتحدة من إنجلوود، كاليفورنيا، أُدين بقتل قاسم حسن، وهو عراقي يبلغ من العمر ستة عشر عامًا. وُجد المراهق مصابًا بجروح بالغة في البطن وحروق، ووُصف إطلاق النار بأنه "قتل رحيم".حُكم على ألبان بالسجن لمدة عام، وخُفِّضت رتبته إلى جندي ، وسُرِّح لسوء السلوك . أقر جوني إم. هورن الابن بالذنب في القضية نفسها.وقعت جريمة القتل في أغسطس/آب 2004، وقُدِّم الإقرار بالذنب في أكتوبر/تشرين الأول 2004.